# Gustav Friedrich Dinter

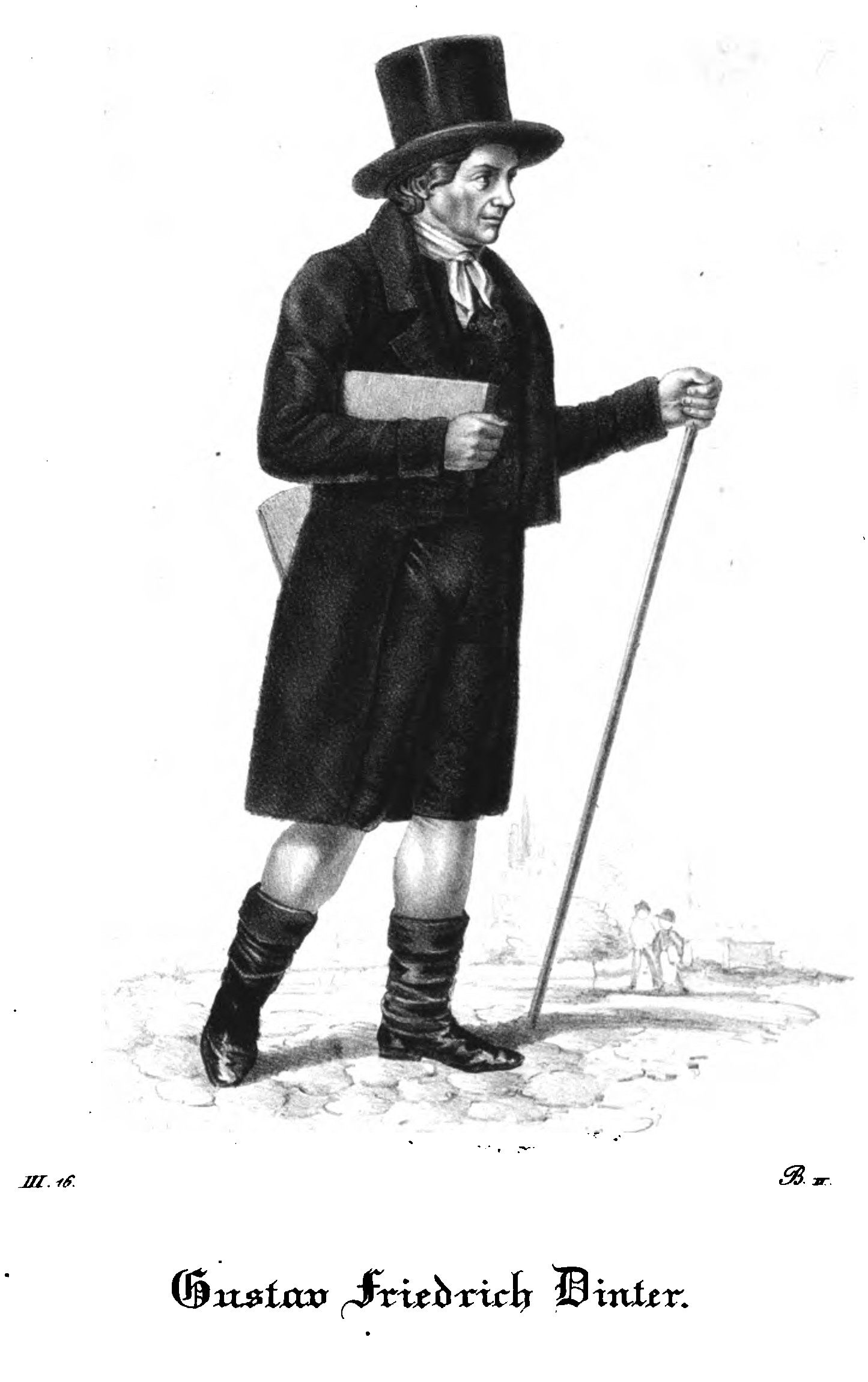
Gustav Friedrich Dinter, Lithografie 1837

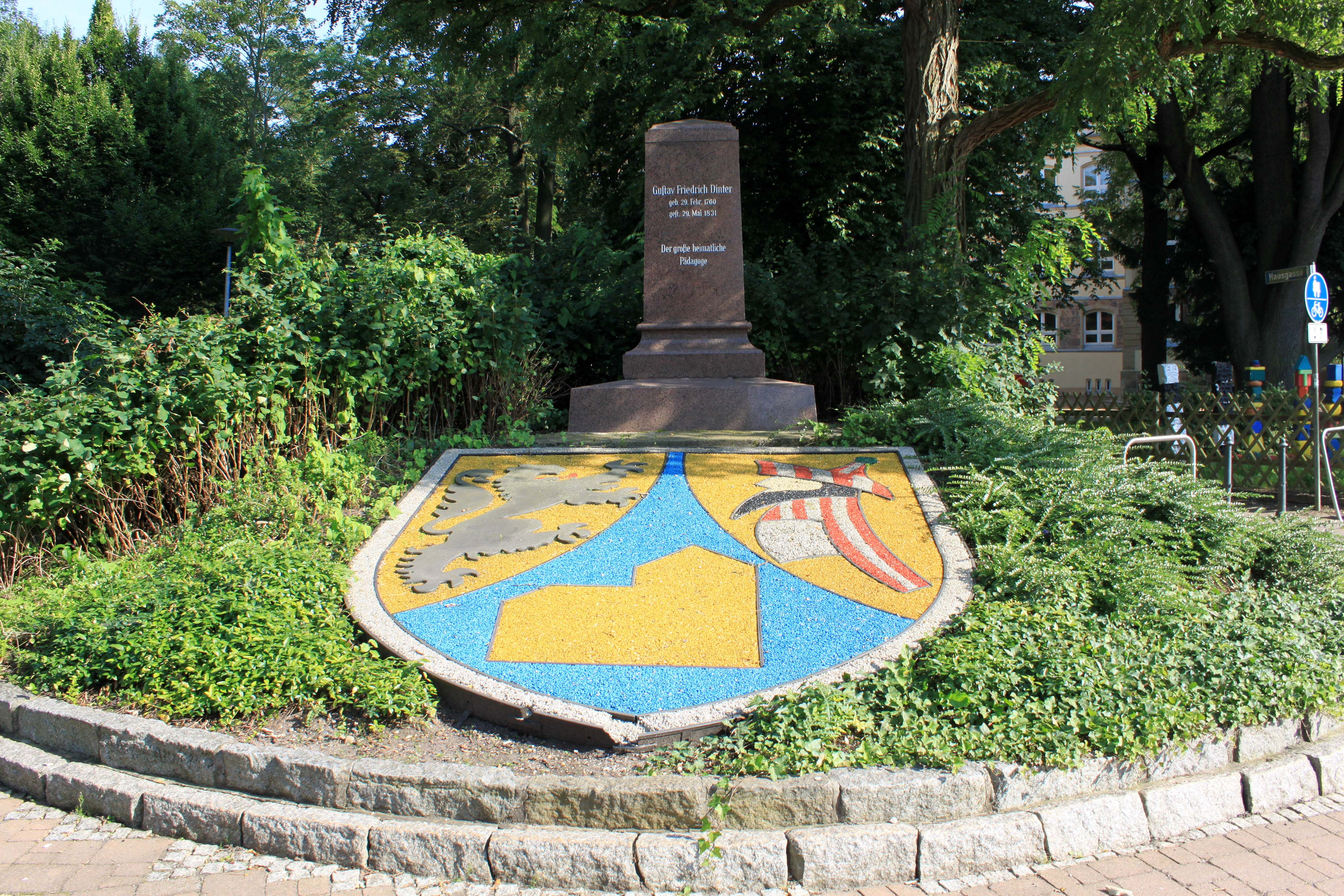
Denkmal vor der Dinterschule in Borna

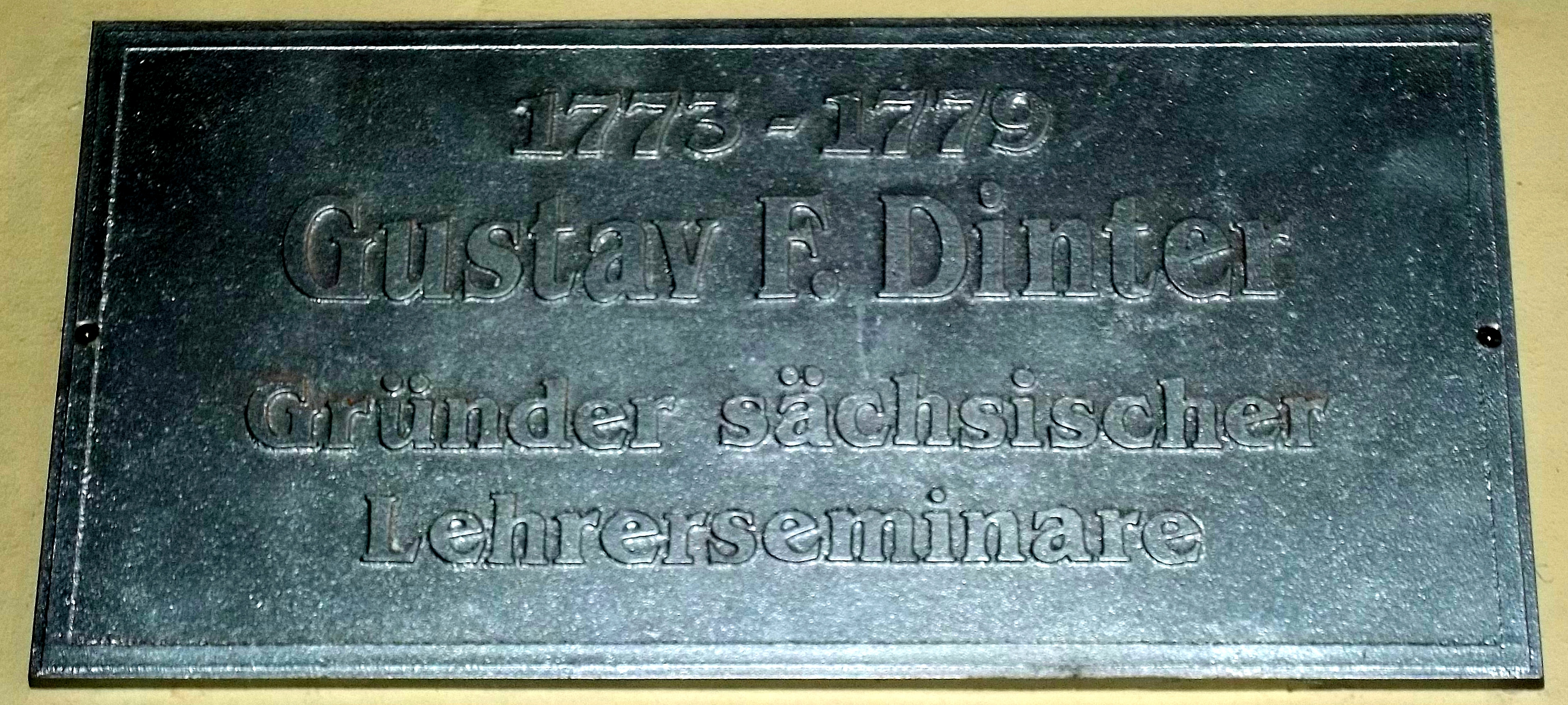
Ehrentafel im Gymnasium St. Augustin Grimma (im Durchgang des Hauptportals)

Christian Gustav Friedrich Dinter (* 29. Februar 1760 in Borna; † 29. Mai 1831 in Königsberg (Preußen)) war ein evangelischer Theologe und Pädagoge.

## Leben

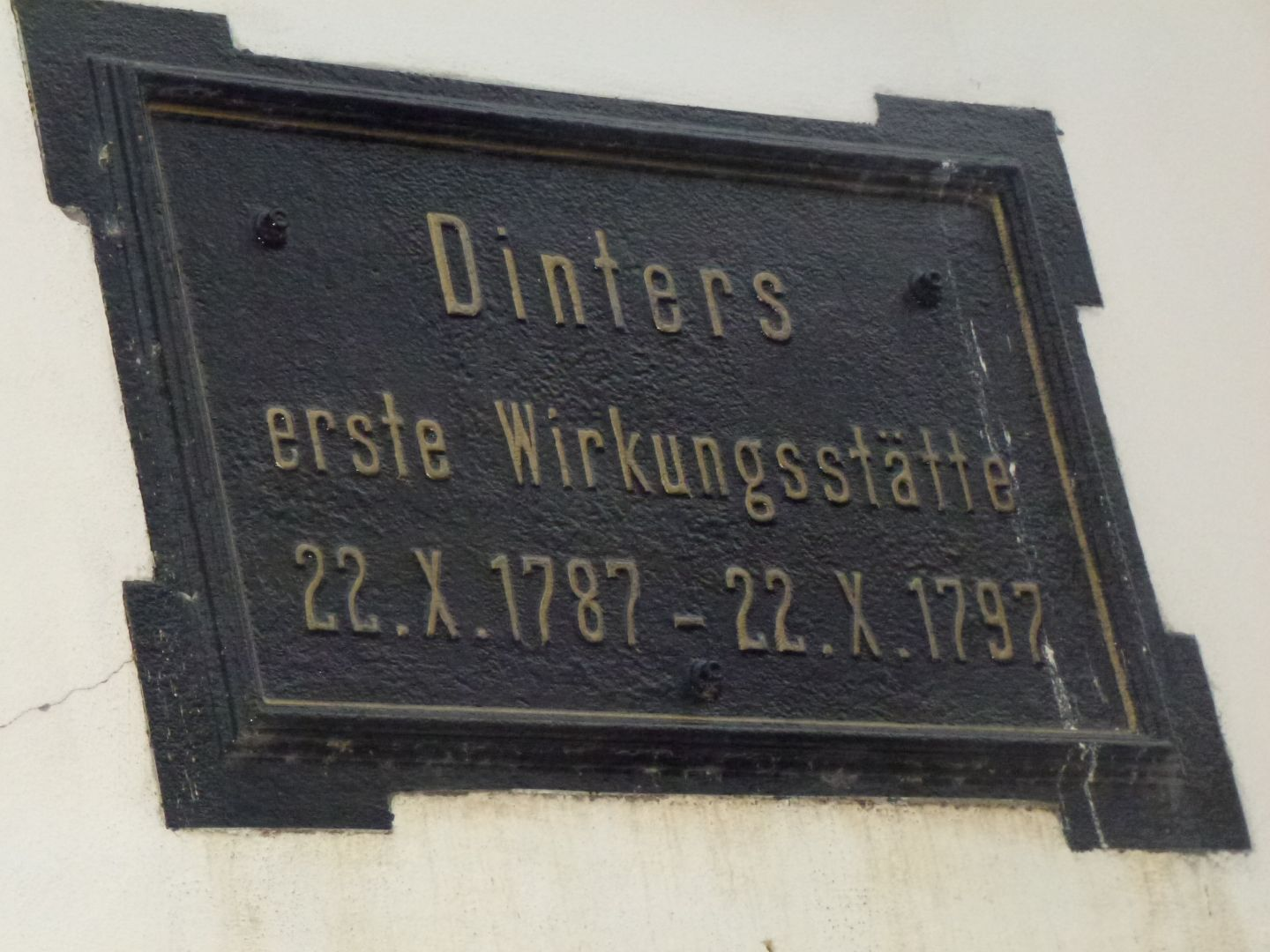
Erinnerungstafel in Kitzscher

Dinter wurde am 29. Februar in Borna (Sachsen) als Sohn eines Rechtsanwaltes geboren. Von 1773 bis 1779 besuchte er die Fürstenschule in Grimma. Von 1779 an studierte er in Leipzig Theologie, Philosophie und Philologie.
Nachdem er kurze Zeit als Hauslehrer gearbeitet hatte, war Dinter in Kitzscher (südlich von Leipzig) ab 1787 als Prediger (Pfarrsubstitut) und ab 1790 schließlich als Pfarrer tätig. Zugleich organisierte er dort das Elementarschulwesen und bildete Lehrer in einem Privatseminar aus.
1797 wurde Dinter wegen seiner Erfolge durch den Oberkonsistorialrat Franz Volkmar Reinhard als Direktor an das Seminar in Dresden-Friedrichstadt berufen. Nicht Quantität der Kenntnisse, sondern Klarheit, Bestimmtheit und Gewandtheit im Vortragen standen an dem Dresdner Seminar für Dinter methodisch im Vordergrund. Hier brachte er in der Katechisation die schon in Kitzscher erprobte entwickelnde sokratische Methode zur Blüte. Diese Methode war wesentlich von Johann Bernhard Basedow inspiriert.
1807 verließ Dinter das Friedrichstädter Lehrerseminar, um erneut ein Pfarramt, diesmal in Görnitz, anzutreten. Dort eröffnete er ein Progymnasium.
1816 wurde Dinter Schul- und Konsistorialrat in Königsberg. 1822 erlangte er dort eine außerordentliche Professur für Theologie. Am 29. Mai 1831 starb Dinter in Königsberg.
Dinter blieb unverheiratet, hatte aber einen Adoptivsohn Gustav Christian Dinter, eigentlich Günther (1808–1876), den ältesten Sohn eines zum Hilfslehrer am Progymnasium in Görnitz ernannten Seminaristen aus Friedrichstädt namens Günther. Der Adoptivsohn, der auch Dinters Vornamen erhielt, studierte in den Jahren 1822 bis 1826 zunächst Theologie, dann Medizin an der Königsberger Universität, wo er promovierte. Zeitlebens praktizierte Gustav Dinter junior in Königsberg und starb am 12. September 1876. Er war ein Studienfreund des Politikers Johann Jacoby, dessen Ideale er teilte und den er häufig in seiner Praxis vertrat.

## Rationalismus und das Projekt der Schullehrerbibel
Dinter war neben Johann Peter Miller (1725–1789) und Johann Christian Dolz einer der Vertreter der rationalen Katechetik. Obgleich der Grundhaltung nach konservativ, stand er in der Tradition der Spätaufklärung. Die Glaubenswahrheiten des Christentums sollten vor allem über die Vernunft einsichtig gemacht und popularisiert werden. Bedeutendstes Zeugnis für diese Bemühungen ist die neun Bände umfassende „Schullehrerbibel“, an der er  von 1824 bis 1830 arbeitete und in der die biblischen Geschichten auf einfache, also für den Unterricht aufbereitete Weise erzählt werden. Damit schuf er ein Standardwerk für die Volksschullehrerausbildung im 19. Jahrhundert. Die „Schullehrerbibel“ wurde von der Orthodoxie bekämpft. Als orthodoxes Gegenprojekt entstand die Schullehrerbibel des Pfarrers Christian Philipp Heinrich Brandt aus Roth (Franken).

## Werke (Auswahl)
- Die vorzüglichsten Regeln der Katechetik, als Leitfaden beym Unterrichte künftiger Lehrer in Bürger- und Landschulen. Neustadt an der Orla 1802. (Digitalisat der 7. verb. Aufl.)
- Schulverbesserungsplan für Landschulen. Neustadt an der Orla und Ziegenrück 1803.
- Kleine Reden an künftige Volksschullehrer. Vier Bände, Neustadt an der Orla 1803–1805.
- Die vorzüglichsten Regeln der Pädagogik, Methodik und Schulmeisterklugheit, als Leitfaden beym Unterrichte künftiger Lehrer in Bürger- und Landschulen bestimmt. Leipzig 1806. (Digitalisat der 8. Aufl. 1846)
- Malwina. Ein Buch für Mütter. Neustadt an der Orla 1818.
- Religionsgeschichte. Neustadt an der Orla 1823.
- Schullehrerbibel. Neun Bände, Wagner Neustadt an der Orla 1826–1830 (Neuauflage von Johann Christian Gotthelf Schinke, Wagner, Neustadt an der Orla 1834–1837).
- Dinter’s Leben von ihm selbst beschrieben. Ein Lesebuch für Aeltern und Erzieher, für Pfarrer, Schul-Inspectoren und Schullehrer. Mit einem Fac Simile. Neustadt an der Orla 1829. (Digitalisat)

### Werkausgabe
- Sämtliche Schriften. Hrsg. v. Johann Christoph Basilius Wilhelm, 29 Bände, Neustadt an der Orla 1840–1860.